# Mission du Sault de la Chaudière
La Mission du Sault de la Chaudière est une ancienne mission habitée par plusieurs centaines d'Abénakis, ainsi que des Malécites, située sur la rive nord de la rivière Chaudière.

## Toponymie
.

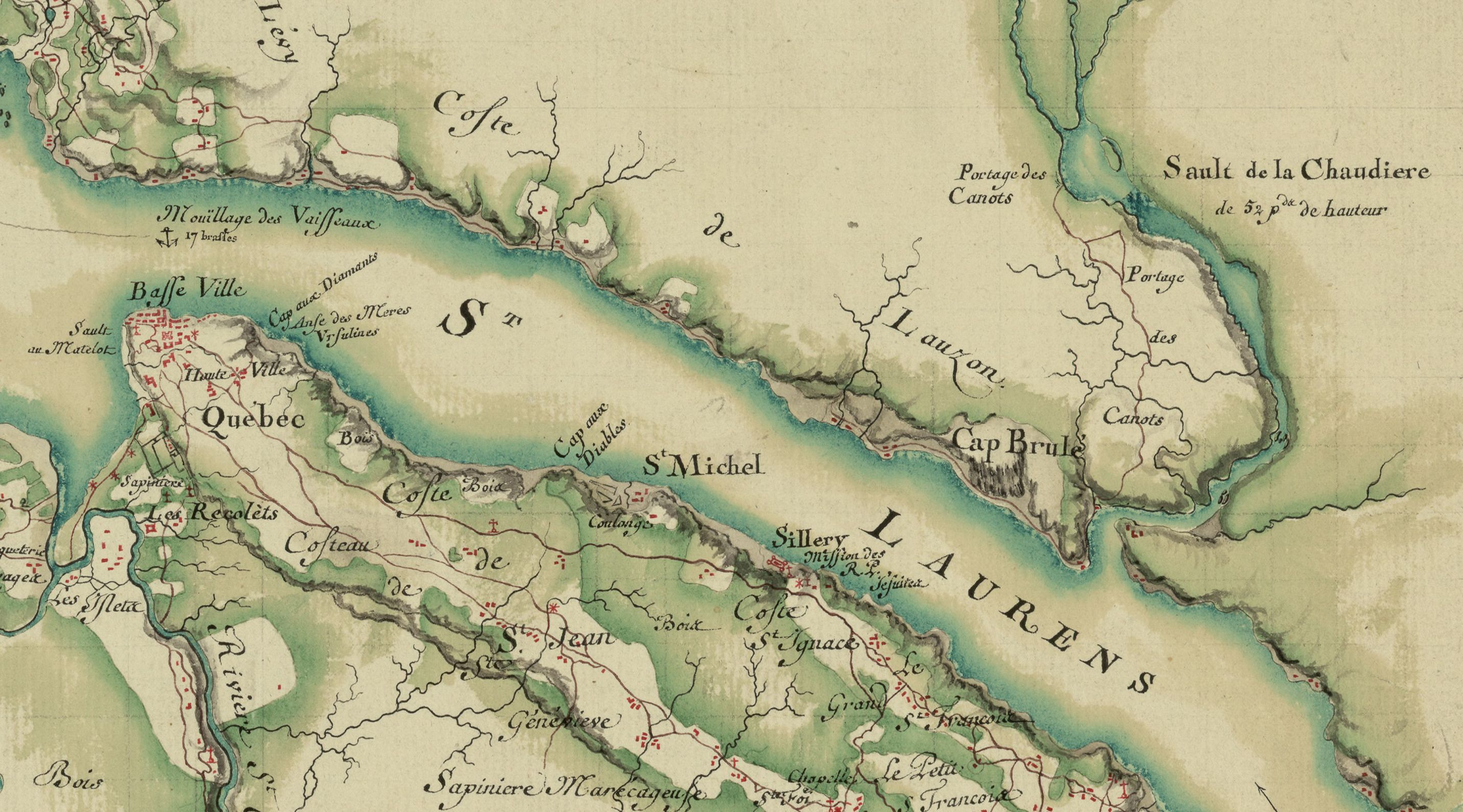
Partie de la carte des environs de Quebec (1688).(...)Villeneuve Robert btv1b5968897v 12

Après l'abandon par les Autochtones de la mission jésuite de Sillery, une nouvelle mission est créée par Jacques Bigot en 1683 à la confluence de la rivière Chaudière et du fleuve Saint-Laurent. Elle est nommée mission Saint-François-de-Sales ou mission du Sault de la Chaudière à cause de la proximité des chutes de la Chaudière. L'endroit est le point le plus au nord de la route Chaudière-Kennebec et occupe le lieu de l'ancien portage et de nos jours l'actuel parc des Chutes-de-la-Chaudière.

## Missionnaire Sébastien Racle
Parti de La Rochelle le 23 juillet 1689, le nouveau missionnaire jésuite Sébastien Racle arrive à Québec après une difficile traversé. Il arrive à Québec le 13 octobre et sera affecté à la nouvelle mission qui compte environ 200 réfugiés Abénaquis vivant dans des Wigwam venant de Narrantsouac près de la rivière Kennebec. Certains réfugiés trouve la sécurité sur l'ancienne mission de Sillery qui avait été abandonnée mais dont les cabanes étaient encore habitables. 

## Déménagement
Vers 1700, les terres sont devenues trop appauvries pour cultiver le maïs. La mission abénakise, située sur la rivière Chaudière, se déplace sur la rive de la rivière Saint-François. Le village et la rivière prennent le nom de cette dernière, « Saint-François ». Le nom Odanak, qui signifie « au village », s'implante au début du XXe siècle. En 1916, le bureau de poste prend ce nom.